# بلدة كريك الهندية (كانساس)
بلدة كريك الهندية هي بلدة في مقاطعة أندرسون، كانساس، الولايات المتحدة الأمريكية. اعتبارًا من تعداد 2010، كان عدد سكانها 127.

## التاريخ
تم إنشاء بلدة كريك الهندية في عام 1873.

## روابط خارجية
- US-Counties.com
- مدينة سيتي.كوم